# 莫里斯舞

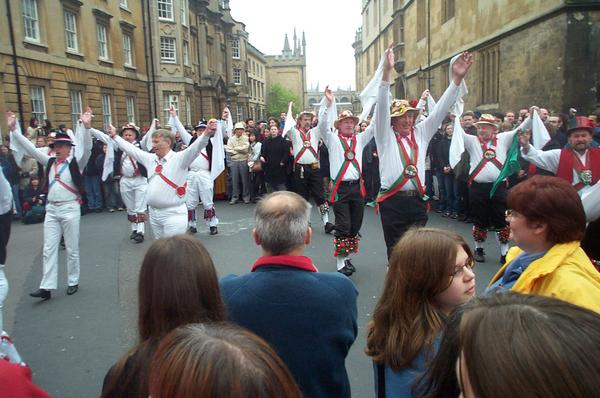
科茨沃爾德地區的莫里斯舞

莫里斯舞（Morris dance）是一種通常伴隨著音樂的英格蘭民俗舞蹈。已知的最早提及莫里斯舞的文獻是在1448年。美國大約有150個莫里斯舞團。此外在澳大利亞、加拿大、新西蘭、香港等地也有莫里斯舞團。

## 外部連結
- The English Folk Dance and Song Society （页面存档备份，存于） at Cecil Sharp House, London
- The Morris & Sword: Dances of England （页面存档备份，存于）